# Кузмице (Топољчани)
Кузмице (слч. Kuzmice) насељено је мјесто са административним статусом сеоске општине (слч. obec) у округу Топољчани, у Њитранском крају, Словачка Република.

## Становништво
| Година:    | 1994. | 2004. | 2014.   | 2024.    |
| ---------- | ----- | ----- | ------- | -------- |
| Број људи: | 0     | 675   | 674     | 770      |
| Разлика:   |       | –     | -0,14 % | +14,24 % |

| Година:    | 2023. | 2024.   |
| ---------- | ----- | ------- |
| Број људи: | 757   | 770     |
| Разлика:   |       | +1,71 % |

Према подацима о броју становника из 2024. године насеље је имало 770 становника.